# Strontiumbromid
Strontiumbromid ist das Strontiumsalz der Bromwasserstoffsäure.

## Herstellung
Strontiumbromid kann durch Salzbildungsreaktion aus Strontiumhydroxid und Bromwasserstoff hergestellt werden.
{\displaystyle \mathrm {Sr(OH)_{2}+2\ HBr\longrightarrow SrBr_{2}+2\ H_{2}O} }
Auch aus Strontiumcarbonat und Bromwasserstoff ist die Synthese möglich.
{\displaystyle \mathrm {SrCO_{3}+2\ HBr\longrightarrow SrBr_{2}+H_{2}O+CO_{2}\uparrow } }

## Eigenschaften
Strontiumbromid ist gut wasserlöslich, mit steigender Temperatur steigt auch die Löslichkeit: bei 0 °C lösen sich 852 g, bei 25 °C 1070 g und bei 100 °C 2225 g Strontiumbromid in 1 Liter Wasser. Es tritt als Hexahydrat SrBr2 · 6 H2O auf, das sich bei 89 °C unter Kristallwasserabgabe in das Dihydrat SrBr2 · 2 H2O und schließlich bei 180 °C in das Anhydrat umwandelt. Strontiumbromid ist in Ethanol löslich, aus diesen Lösungen scheiden sich Kristalle mit der Formel 2 SrBr2 · 5 C2H5OH ab.
Wasserfreies Strontiumbromid kristallisiert im orthorhombischen Kristallsystem in der Raumgruppe Pnma (Raumgruppen-Nr. 62) mit den Gitterparametern a = 920 pm, b = 1142 pm und c = 430 pm sowie vier Formeleinheiten pro Elementarzelle.
Das Hexahydrat kristallisiert trigonal in der Raumgruppe P321 (Nr. 150) bzw. P312 (Nr. 149) mit den Gitterparametern a = 823 pm und c = 416 pm. In der Elementarzelle befindet sich eine Formeleinheit.

## Verwendung
Strontiumbromid wirkt wie auch andere Salze der Bromwasserstoffsäure (Lithiumbromid, Kaliumbromid) zentraldämpfend. Die Verwendung als Sedativ ist heute obsolet.